# Ulbeja
Ulbeja (rusky Ульбея) je řeka v Chabarovském kraji v Rusku. Je dlouhá 399 km. Plocha povodí měří 13 500 km².

## Průběh toku
Pramení na horském hřbetu Suntar-Chajata a teče na jih podél Kuchtujského hřbetu. Ústí do Ochotského moře, přičemž ústí je zablokované.

## Vodní režim
Zdrojem vody jsou sněhové a dešťové srážky. Zamrzá na konci října až v polovině listopadu a rozmrzá v květnu.

## Využití
Řeka je místem tření lososů.